# سارة ليند
سارة ليند هي عازفة بانجو وممثلة كندية، ولدت في 22 يوليو 1982 في كندا.

## وصلات خارجية
- سارة ليند على موقع IMDb (الإنجليزية)
- سارة ليند على موقع قاعدة بيانات الفيلم (الإنجليزية)